# Vitrai-sous-Laigle
Vitrai-sous-Laigle és un municipi francès situat al departament de l'Orne i a la regió de Normandia. L'any 2007 tenia 223 habitants.

## Demografia

### Població
El 2007 la població de fet de Vitrai-sous-Laigle era de 223 persones. Hi havia 83 famílies de les quals 12 eren unipersonals (8 homes vivint sols i 4 dones vivint soles), 21 parelles sense fills, 33 parelles amb fills i 17 famílies monoparentals amb fills.
La població ha evolucionat segons el següent gràfic:
Habitants censats

### Habitatges
El 2007 hi havia 123 habitatges, 81 eren l'habitatge principal de la família, 24 eren segones residències i 18 estaven desocupats. 122 eren cases i 1 era un apartament. Dels 81 habitatges principals, 63 estaven ocupats pels seus propietaris, 17 estaven llogats i ocupats pels llogaters i 1 estava cedit a títol gratuït; 2 tenien dues cambres, 14 en tenien tres, 20 en tenien quatre i 46 en tenien cinc o més. 56 habitatges disposaven pel capbaix d'una plaça de pàrquing. A 30 habitatges hi havia un automòbil i a 46 n'hi havia dos o més.

### Piràmide de població
La piràmide de població per edats i sexe el 2009 era:
| Homes | Edats   | Dones |
| ----- | ------- | ----- |
| 0     | 95 o +  | 0     |
| 0     | 90 a 94 | 0     |
| 0     | 85 a 89 | 0     |
| 0     | 80 a 84 | 4     |
| 0     | 75 a 79 | 8     |
| 0     | 70 a 74 | 0     |
| 8     | 65 a 69 | 4     |
| 4     | 60 a 64 | 4     |
| 8     | 55 a 59 | 4     |
| 12    | 50 a 54 | 8     |
| 0     | 45 a 49 | 4     |
| 16    | 40 a 44 | 4     |
| 4     | 35 a 39 | 8     |
| 4     | 30 a 34 | 8     |
| 8     | 25 a 29 | 4     |
| 4     | 20 a 24 | 12    |
| 0     | 15 a 19 | 0     |
| 20    | 10 a 14 | 0     |
| 0     | 5 a 9   | 4     |
| 4     | 0 a 4   | 0     |

## Economia
El 2007 la població en edat de treballar era de 144 persones, 108 eren actives i 36 eren inactives. De les 108 persones actives 99 estaven ocupades (47 homes i 52 dones) i 9 estaven aturades (5 homes i 4 dones). De les 36 persones inactives 11 estaven jubilades, 19 estaven estudiant i 6 estaven classificades com a «altres inactius».

### Ingressos
El 2009 a Vitrai-sous-Laigle hi havia 82 unitats fiscals que integraven 213 persones, la mediana anual d'ingressos fiscals per persona era de 18.142 €.

### Activitats econòmiques
Dels 11 establiments que hi havia el 2007, 2 eren d'empreses de fabricació d'altres productes industrials, 8 d'empreses de construcció i 1 d'una empresa de comerç i reparació d'automòbils.
Dels 8 establiments de servei als particulars que hi havia el 2009, 1 era un taller de reparació d'automòbils i de material agrícola, 1 paleta, 3 fusteries, 1 lampisteria, 1 electricista i 1 empresa de construcció.
L'any 2000 a Vitrai-sous-Laigle hi havia 17 explotacions agrícoles que ocupaven un total de 1.111 hectàrees.

## Poblacions més properes
El següent diagrama mostra les poblacions més properes.